# 15803 Parisi
15803 Parisi eller 1994 CW är en asteroid i huvudbältet som upptäcktes den 7 februari 1994 av Farra d'Isonzo-observatoriet i Farra d'Isonzo. Den är uppkallad efter nobelpristagaren Giorgio Parisi.
Den tillhör asteroidgruppen Eunomia.